# Argestina inconstans
Argestina inconstans är en fjärilsart som beskrevs av South 1913. Argestina inconstans ingår i släktet Argestina och familjen praktfjärilar. Inga underarter finns listade i Catalogue of Life.